# نقار خشب أشحب الراس
نقار خشب أشحب الراس (الاسم العلمي: Gecinulus grantia) هو نوع من فصيلة نقار الخشب.
وجدت دراسة تصنيفية جزيئية نُشرت عام 2017 أن نقّار الخشب أشحب الرأس مضمّن داخل جنس الدينوبيوم، ويُعدّ نوعًا شقيقًا لنقّار الخشب زيتوني الظهر (Dinopium rafflesii).